# Cephalophus nigrifrons rubidus
Рувензоријски дујкер (лат. Cephalophus nigrifrons rubidus) је подврста црночелог дујкера. Ова подврста се сматра угроженом.

## Распрострањење
Ареал подврсте је ограничен на низ држава у централној Африци.

## Станиште
Станиште подврсте су планине.